# ActiveX
ActiveX є основою для визначення повторно використовуваних компонентів програмного забезпечення незалежно від мови програмування. Програмні застосунки можуть складатися з одного або кількох з цих компонентів з метою забезпечення їхньої функціональності.
ActiveX був введений в 1996 році Microsoft, як розвиток їхніх технологій Component Object Model (COM) і зв'язування і впровадження об'єктів (Object Linking and Embedding, OLE), і зазвичай використовується в операційній системі Windows. Хоча сама по собі технологія не прив'язана до Windows, на практиці більшість елементів керування ActiveX працюють лише у цій операційній системі і лише на платформі x86, через наявність у елементах машинного коду процесора.
Багато Windows застосунків — в тому числі багато від Microsoft, наприклад Internet Explorer, Microsoft Office, Microsoft Visual Studio і Windows Media Player — використовують елементи управління ActiveX, щоб побудувати свій набір функціональності, а також інкапсулювати свої функції як елементи керування ActiveX, які можуть потім вкладатися в інші застосунки. Internet Explorer також дозволяє вбудовувати елементи управління ActiveX на вебсторінках.
Керуючі елементи ActiveX — це як будівельні блоки для програм, вони можуть бути використані для створення розподіленого додатка (клієнт-серверний додаток, що використовує технологію розподілених обчислень), що працює через браузер. Прикладами є настроювані додатки по збору даних, перегляду певних типів файлів і відображення анімації.
Керуючі елементи ActiveX порівнянні з технологією Java-аплетів: програмісти розробляють обидва механізми, щоб браузер міг не тільки завантажити, але й обробити їх. Однак, Java-аплети можуть працювати під будь-якою платформою, тоді як керуючі елементи ActiveX офіційно обробляються тільки Microsoft Internet Explorer і операційною системою Microsoft Windows.
Шкідливе Програмне Забезпечення, таке, як комп'ютерні віруси і шпигунське ПЗ, можна випадково встановити з вебсайтів зловмисників, використовуючи технологію керуючих елементів ActiveX.
Програмісти можуть створювати керуючі елементи ActiveX за допомогою будь-якої мови програмування, що підтримує розробку компонентів Component Object Model (COM), зокрема:
- C ++;
- Delphi 7;
- Visual Basic;
- .NET Framework;

Поширені приклади керуючих елементів ActiveX включають кнопки, списки, діалогові вікна і т. д.
Технологія ActiveX — засіб, за допомогою якого Internet Explorer використовує інші програми всередині себе. За допомогою ActiveX Internet Explorer завантажує Windows Media Player, Quicktime та інші додатки, які можуть відтворювати файли, впроваджені в вебсторінки. Елементи управління ActiveX активізуються при натисканні по такому об'єкту на вебсторінці, наприклад, WMV-файлу, щоб завантажити його для відображення у вікні браузера Internet Explorer.
Firefox та інші кросплатформенні браузери використовують програмний інтерфейс модулів Netscape (Netscape Plugin Application Programming Interface, NPAPI). NPAPI виконує функції, подібні таким з ActiveX.